# Palmitinho
Palmitinho é um município brasileiro do estado do Rio Grande do Sul.